# Makonde

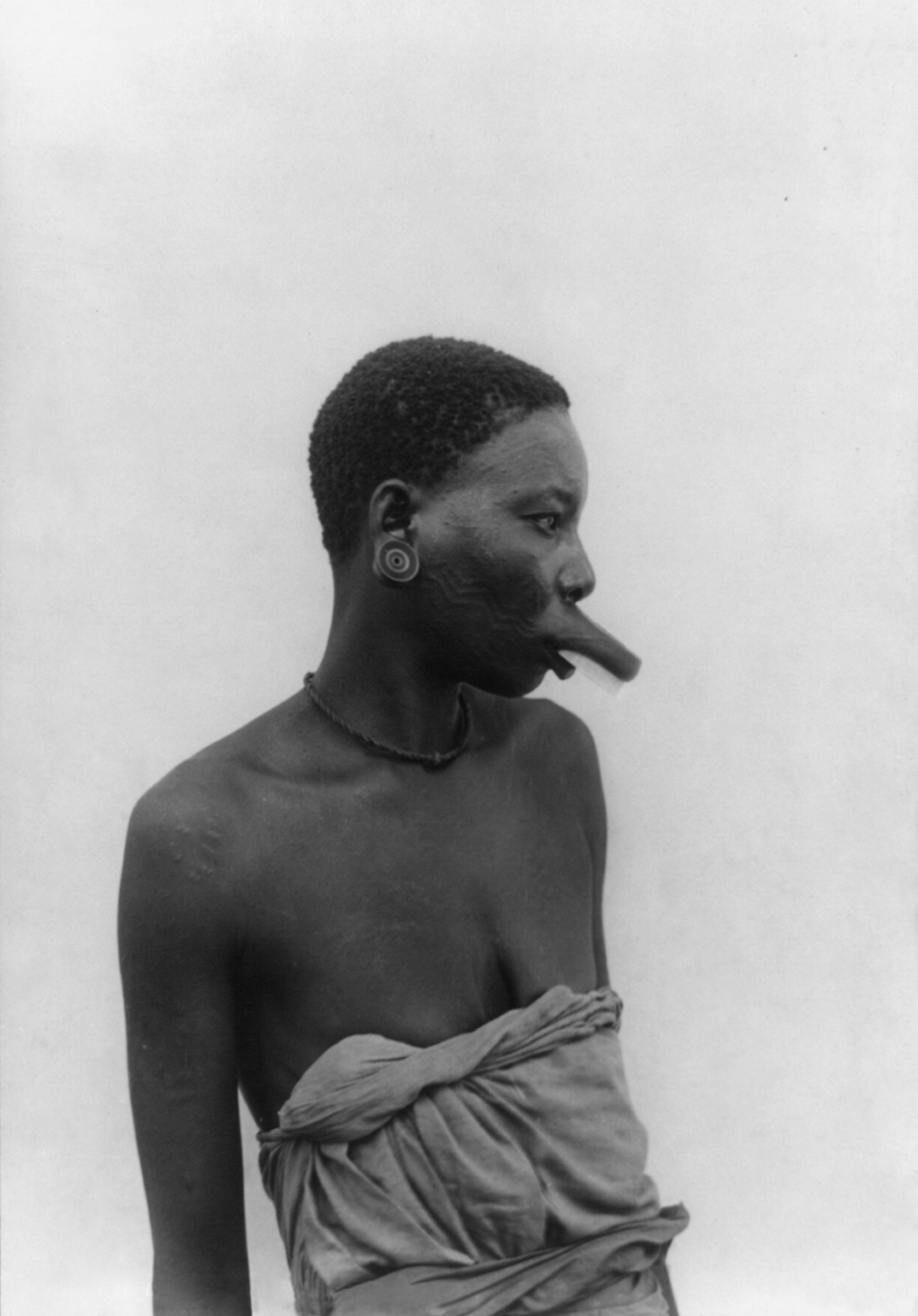
Mujer makonde, foto tomada en Mikindani (1902).

Los makonde (llamados hasta los 1970 macondos por los portugueses y españoles)  son grupo étnico del sureste de Tanzania y de norte de Mozambique. Los makonde desarrollaron su cultura en la zona del altiplano de Mueda, en Mozambique. En la actualidad, viven repartidos entre Tanzania y Mozambique, teniendo además una pequeña presencia en Kenia. La población makonde de Tanzania se estimaba en 2001 en 1 140 000, y el censo de 1997 de Mozambique situaba la población makonde en 233 358 habitantes, de una estimación total de 1 373 358.

## Historia
Los makonde resistieron con éxito las embestidas esclavistas de africanos, árabes y europeos. No cayeron bajo dominación colonial hasta los años 1920. La guerrilla que empezó en 1964 contra la soberanía portuguesa y terminó con la independencia de Mozambique en 1975 fue lanzada desde la tierra natal de los makonde. Esta guerrilla fue dirigida por el movimiento revolucionario Frelimo, que obtenía una parte de sus recursos financieros de la venta de grabados makonde. 
Los makonde son conocidos por su trabajo de la madera, así como por la observancia de ritos en la pubertad o ritos de iniciación para la adultez.

## Idioma
Los makonde hablan el makonde, también conocido como chimakonde, una lengua bantú muy cercana del yao. Muchos hablan otras lenguas, como el inglés en Tanzania, el portugués en Mozambique y el suajili y el makua en ambos países.

## Sociedad y religión
Los makonde son tradicionalmente una sociedad matrilineal donde los hijos y la herencia pertenecen a la mujer, y los maridos se mudan a la aldea o pueblo de su mujer. Su religión tradicional es una forma animista de cultos antiguos que todavía se mantiene, aunque los makonde de Tanzania son nominalmente musulmanes y los de Mozambique son o bien musulmanes o bien católicos. 

## Arte makonde
Los makonde han trabajado tradicionalmente la madera, normalmente con el objetivo de realizar objetos de uso doméstico, así como figuras decorativas y máscaras. A partir de los años 1930, tras la llegada los colonizadores portugueses, se avivó entre los misioneros y comerciantes el interés por estas esculturas en madera, comenzando a comprar muchas de ellas. Los escultores makonde, al conocer este interés, comenzaron a realizar sus piezas en pau-preto (ébano, diospyros ebenum) y pau-rosa (swartzia
spp.) en vez de la madera suave y poco resistente que hasta entonces habían estado utilizando. 

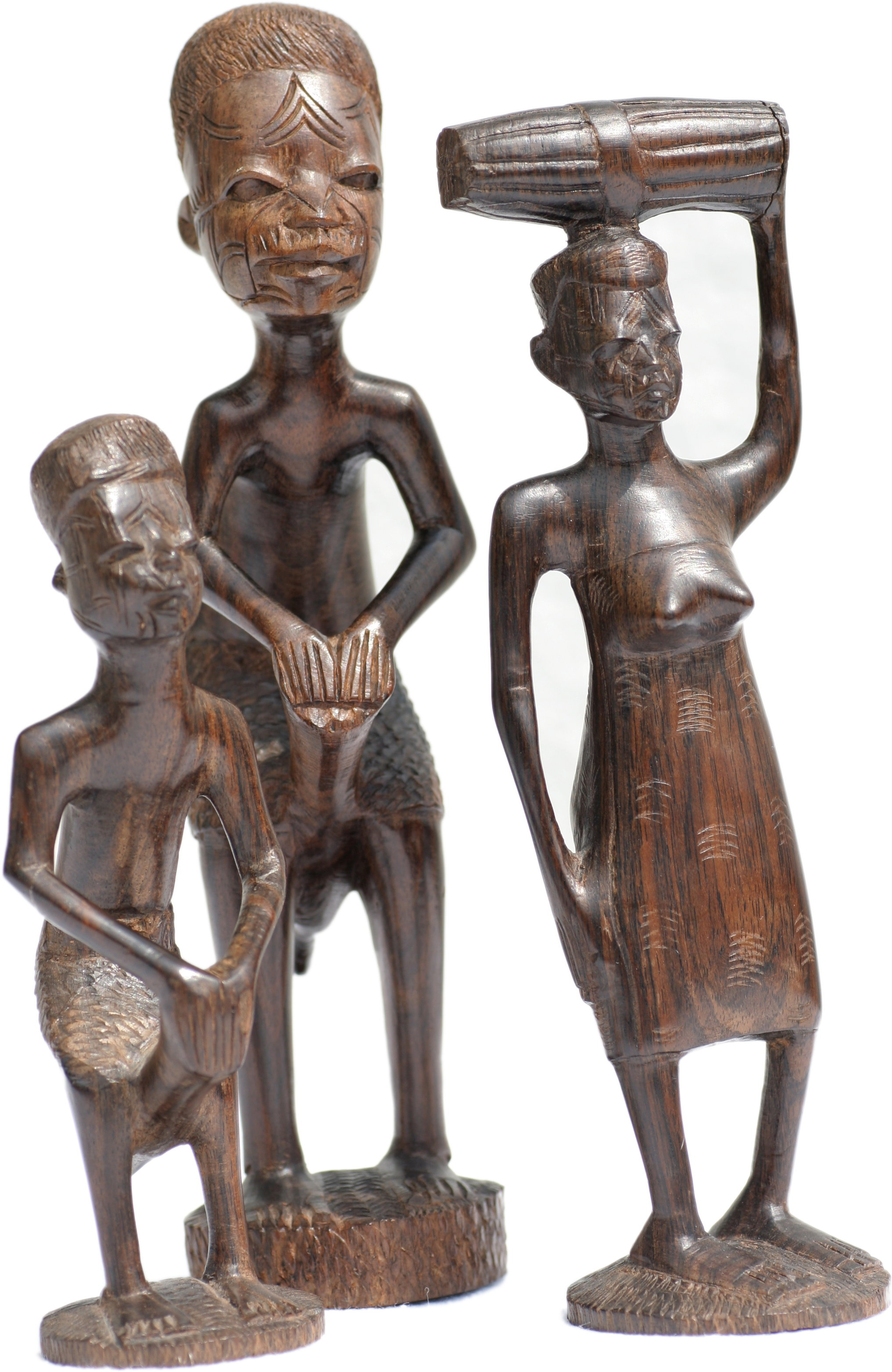
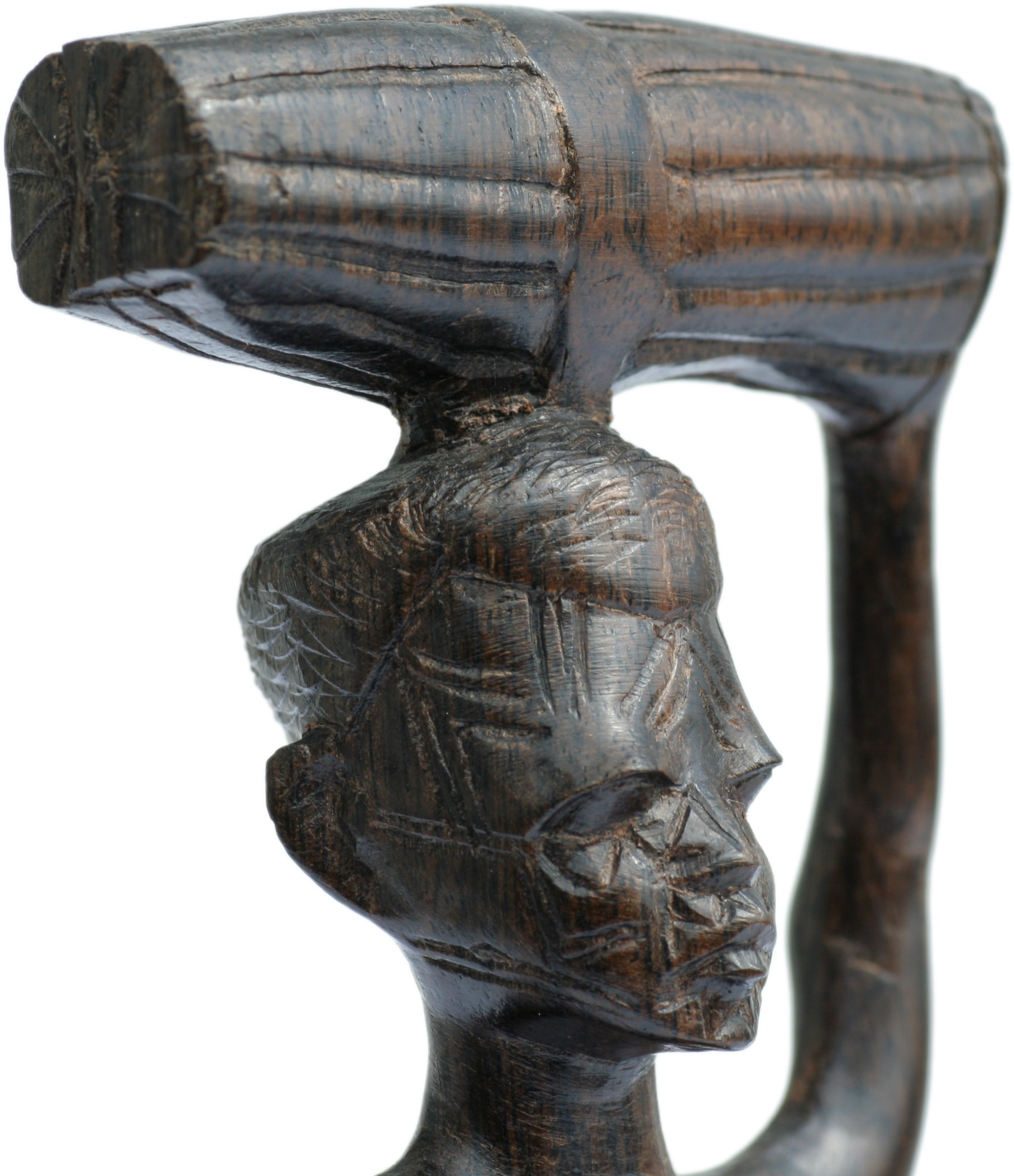
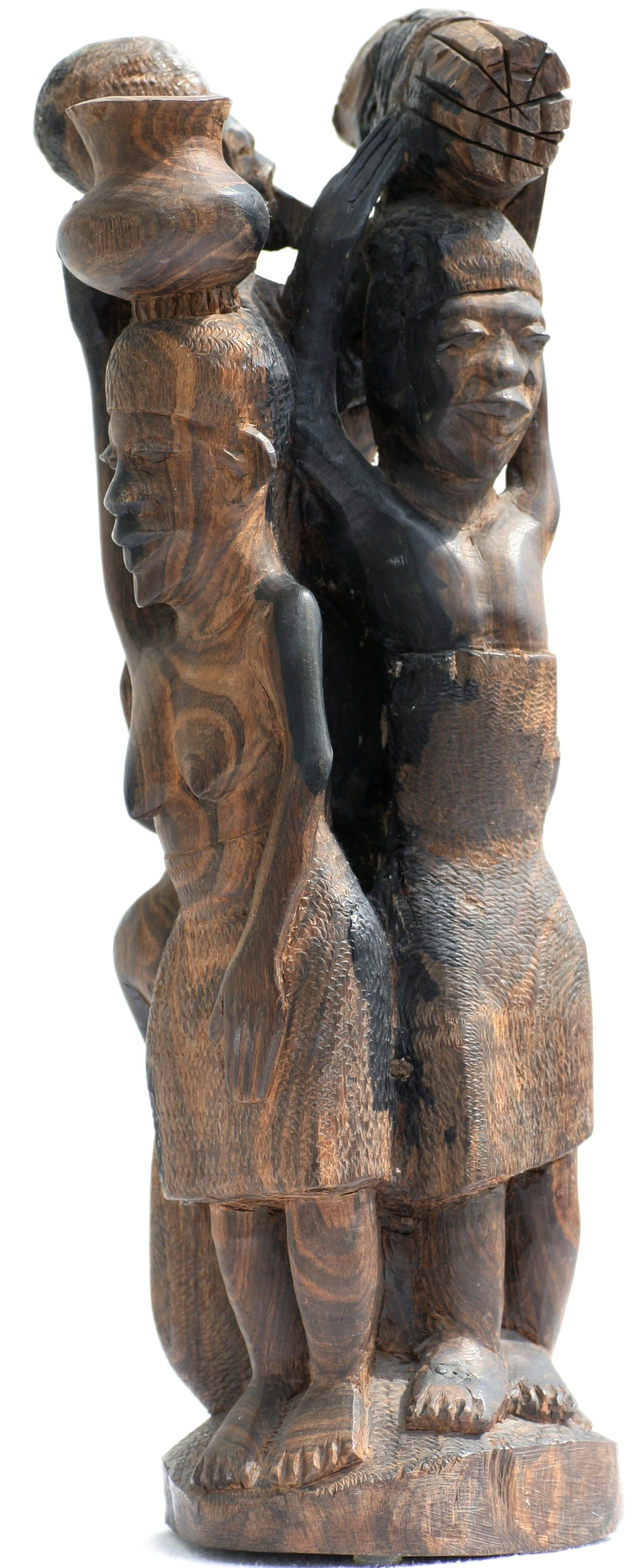
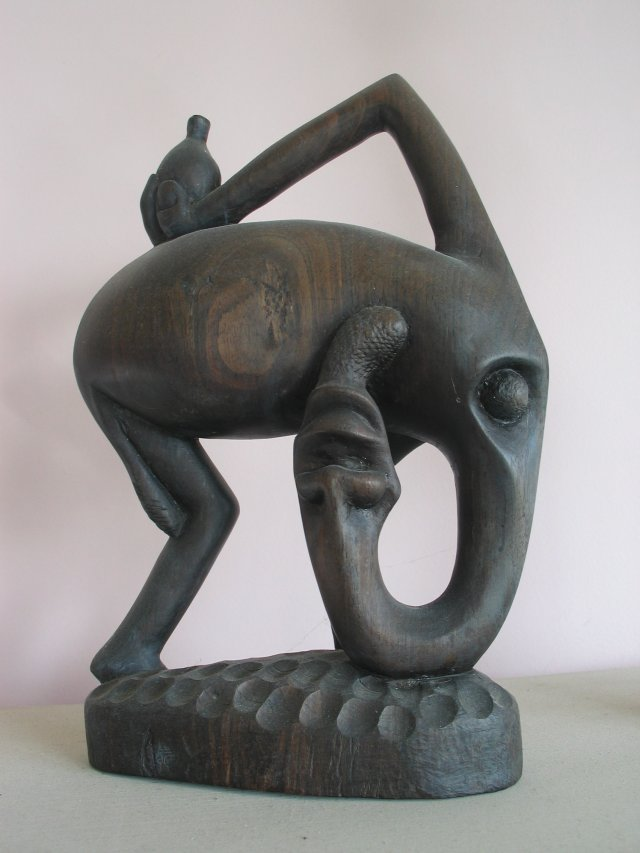